# Route métropolitaine

Exemple de cartouche de route métropolitaine (ici d'une route métropolitaine numéro 37).

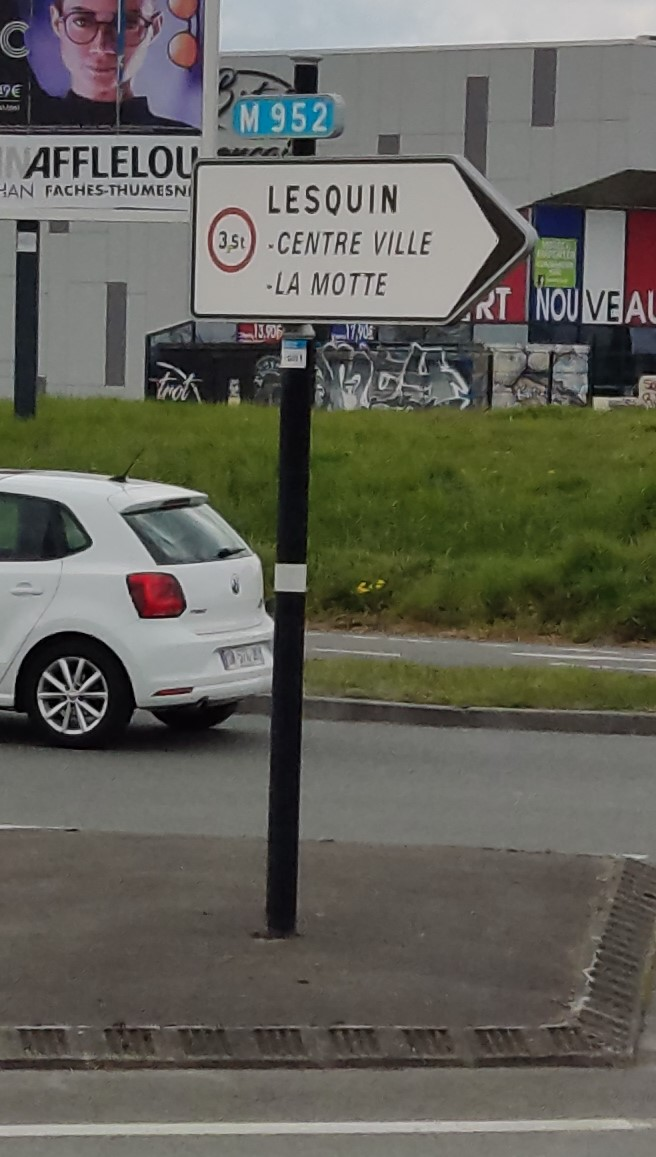
Un panneau de la M952 de la Métropole européenne de Lille.

En France, une route métropolitaine est une voie publique gérée par une métropole. Ces routes sont identifiées par un cartouche couleur cyan affichant en blanc la lettre M suivie du numéro de la route métropolitaine,. Ces routes se distinguent donc des voies privées, chemins ruraux, routes départementales, routes nationales et autoroutes non métropolitaines. Cette appellation couvre en réalité des voies relevant de la catégorie juridique des voies communales régies par les articles L. 141-1 et suivants du code de la voirie routière.

## Histoire
L'article 12 de la loi no 2010-1563 du 16 décembre 2010 de réforme des collectivités territoriales crée une nouvelle forme juridique d'intercommunalité, la métropole. Celle-ci « exerce de plein droit à l'intérieur de son périmètre, en lieu et place du département », la compétence « gestion des routes classées dans le domaine public routier départemental, ainsi que [ses] dépendances et accessoires ». Le transfert des routes départementales « est constaté par arrêté du représentant de l'État dans le département. Cette décision emporte le transfert à la métropole des servitudes, droits et obligations correspondants, ainsi que le classement des routes transférées dans le domaine public de la métropole ».
Le 1er mars 2012, la métropole Nice Côte d'Azur, issue de la fusion de la communauté urbaine du même nom et de trois communautés de communes, est la première métropole créée. Le 1er mars 2012, une signalétique routière métropolitaine a été dévoilée par Christian Estrosi, servant de modèle aux autres métropoles. Les 2 044 km de voirie départementale, jusque-là gérés par le département des Alpes-Maritimes, sont transférés à la métropole.
L'article 43 de la loi MAPTAM de 2014, modifiant l'article L. 5217-2 du Code général des collectivités territoriales, fait de la voirie un des six blocs de compétences obligatoires exercées par une métropole, en lieu et place des communes membres, au titre de l'aménagement de l'espace métropolitain, sans distinction entre les axes structurants et les rues de type lotissements. Les routes classées dans le domaine public départemental, ainsi que leurs dépendances et accessoires, situées sur le territoire d'une métropole, sont transférées à la métropole après arrêté du préfet et convention avec le département.

## Signalisation
La signalisation utilisée dans la métropole Nice Côte d'Azur depuis 2012 était une expérimentation. Il faut attendre l'arrêté du 12 décembre 2018 relatif à la modification de la signalisation routière pour que ces panneaux soient légalisés.
Les articles 14 (alinéas 17 et 18) et 20 (alinéas 8 à 16) de cet arrêté, modifiant l'arrêté du 24 novembre 1967 sur la signalisation des routes et autoroutes, introduisent quatre nouveaux panneaux de localisation :
- panneau E47 : « cartouche à fond cyan caractérisant les réseaux métropolitains » ;
- panneau E57a : « borne […] présentant le nom de l'itinéraire sur fond cyan et des indications de repérage longitudinal sur fond blanc » ;
- panneau E57b : « borne […] présentant le nom de l'itinéraire sur fond cyan et des indications de repérage longitudinal et d'altitude sur fond blanc » ;
- panneau E57c : « plaquette de repérage hectométrique […] de forme rectangulaire, présentant le nom de l'itinéraire sur fond cyan et des indications de repérage longitudinal sur fond blanc ».

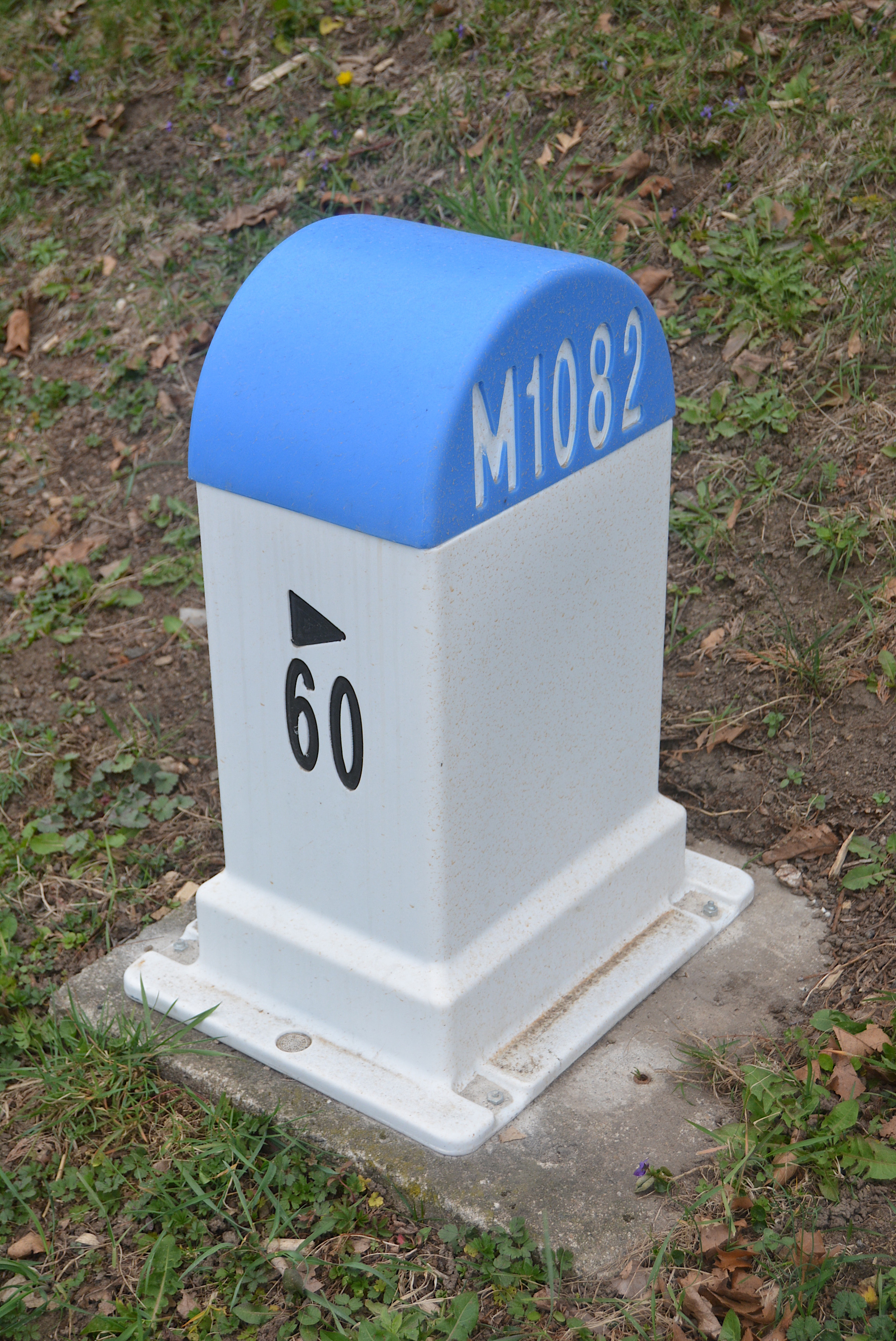
Panneau E57a (M 1082, Saint-Étienne Métropole).
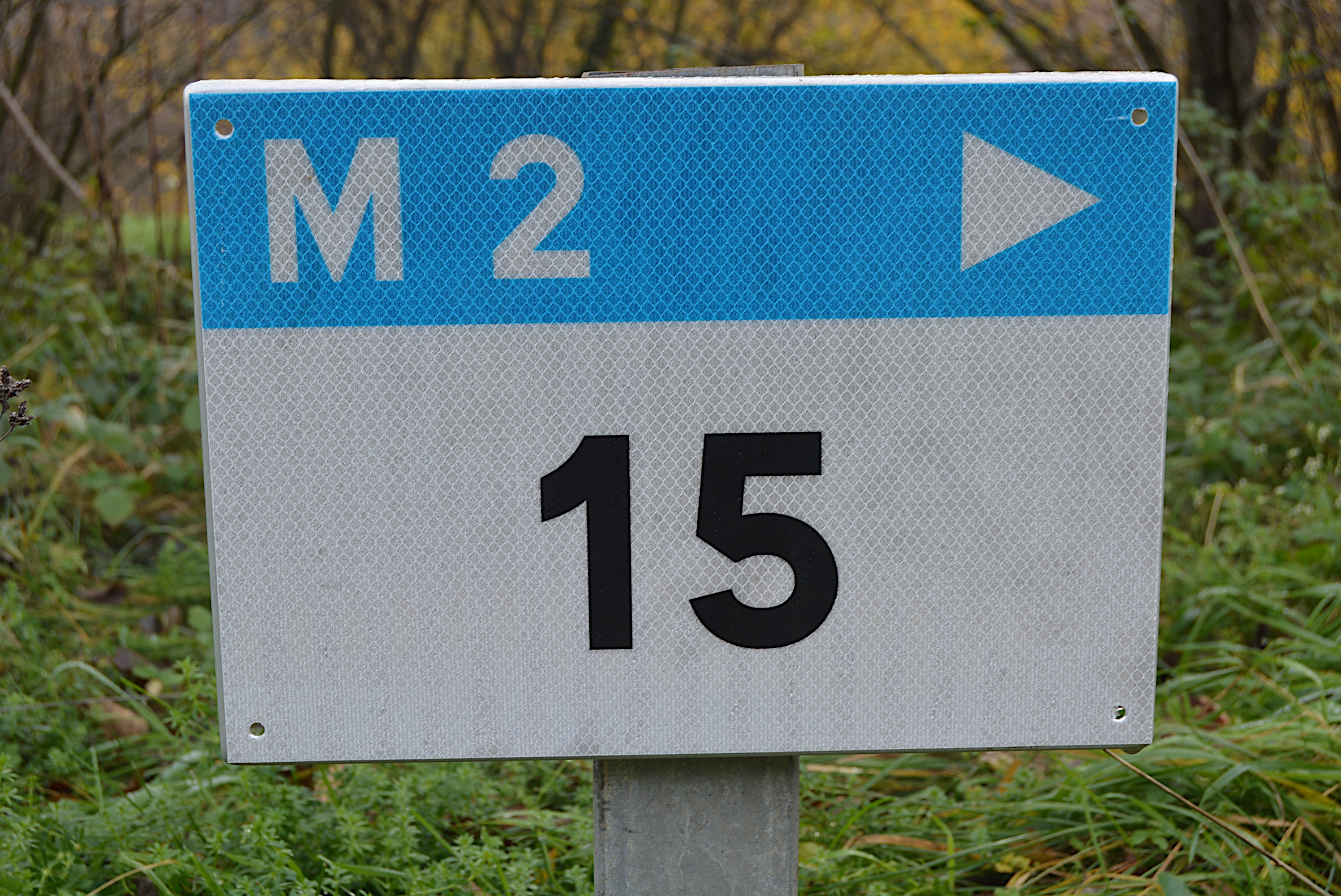
Panneau E57c (M 2, Clermont Auvergne Métropole).

## Réseaux métropolitains
| Nom                                | Siège            | Date de création du réseau       | Longueur du réseau (kilomètres)                                         | Remarques |
| ---------------------------------- | ---------------- | -------------------------------- | ----------------------------------------------------------------------- | --- |
| Métropole d'Aix-Marseille-Provence | Marseille        | 1er janvier 2016                 | NC                                                                      | |
| Bordeaux Métropole                 | Bordeaux         | 1er janvier 2015                 | 2 651 km                                                                | |
| Brest Métropole                    | Brest            | 1er janvier 2015                 | 1 109 km, dont 45 km d'anciennes routes départementales                 | Déclassement officiel des voies départementales D205 (sauf rocade ouest), D5 (entre Brest et parc des expositions), D26 (traversée de Lambézellec) et D788 (entre le port et l'échangeur de Kergaradec) en voies communales. La quasi-totalité des voies dans Brest n'ont pas de cartouche.[réf. nécessaire] |
| Clermont Auvergne Métropole        | Clermont-Ferrand | 1er janvier 2018                 | 1 200 km, dont 240 km d'anciennes routes départementales                | Les cartouches ont été changés à la fin de l'année 2019. Les routes situées sur le périmètre de la chaîne des Puys restent dans le domaine routier départemental. |
| Dijon Métropole                    | Dijon            | 28 avril 2017                    | 850 km                                                                  | Les 147 km de voies départementales situées sur le territoire métropolitain ont été transférés à la métropole depuis le 1er janvier 2020, à l'exception de la rocade, qui reste une route nationale. Les panneaux ont été changés en 2020. |
| Grenoble-Alpes Métropole           | Grenoble         | 1er janvier 2015                 | 1 810 km, dont 442 km d'anciennes routes départementales                | La compétence voirie, jusque-là assurée par les communes, a été transférée à la métropole à sa création le 1er janvier 2015. 1 810 km ont été transférés à la métropole. Grenoble-Alpes Métropole s'occupe des routes y compris des rues piétonnes sur l'ensemble de son territoire, ainsi que les pistes forestières et des ouvrages d'art ouverts à la circulation publique. |
| Métropole de Lyon                  | Lyon             | 1er novembre 2017                | NC                                                                      | Seuls les tronçons déclassés des autoroutes A6 et A7 portent ces appellations : M6 et M7. Le reste du réseau métropolitain conserve les appellations de routes départementales. La M6−M7 contient une voie réservée aux véhicules à occupation multiple. |
| Métropole du Grand Paris           | Paris            | 1er janvier 2016                 | NC                                                                      | |
| Métropole européenne de Lille      | Lille            | 1er janvier 2017                 | 3 500 km                                                                | 347 ouvrages d’art. |
| Eurométropole de Metz              | Metz             | 1er janvier 2018                 | 1 000 km, dont 270 km d'anciennes routes départementales                | Le transfert de 270 km de routes départementales et de 170 ouvrages d'art a été effectué le 1er janvier 2020. La métropole a également transféré 730 km de voies communales et de 150 ouvrages d'art situés sur le territoire métropolitain. |
| Montpellier Méditerranée Métropole | Montpellier      | 1er janvier 2015                 | 400 km d'anciennes routes départementales                               | Le transfert de compétences entre le conseil départemental de l'Hérault et Montpellier Méditerranée Métropole a été signé le 22 décembre 2016. 400 km de routes départementales sont transférées à la métropole, dont 55,8 km de pistes cyclables et voies vertes, 272 ouvrages d'art, mais le département de l'Hérault conserve la RD 68 (LIEN) entre le giratoire des Cousteliers à Castries et le lieu-dit Bel-Air à Grabels ainsi que la RD 986 au nord de Montpellier jusqu'à l'échangeur de Trifontaine. |
| Métropole du Grand Nancy           | Nancy            | 1er juillet 2016                 | 850 km, dont 116 km d'anciennes routes départementales                  | |
| Nantes Métropole                   | Nantes           | 1er janvier 2015                 | 277 km                                                                  | Les routes départementales situées dans le périmètre de Nantes Métropole ont été transférées du département de Loire-Atlantique à la métropole le 1er janvier 2017. Les cartouches, remplacés entre juin et août 2018 pour 49 000 €, sont de couleur blanche, au lieu de la couleur bleu cyan. |
| Métropole Nice Côte d'Azur         | Nice             | 31 décembre 2011                 | 2 044 km                                                                | |
| Orléans Métropole                  | Orléans          | 1er mai 2017                     | NC                                                                      | |
| Rennes Métropole                   | Rennes           | 1er janvier 2015                 | 3 100 km, dont 500 km d'anciennes départementales,                      | L'exploitation, l'entretien et l'aménagement des voies départementales et communales ont été confiés à Rennes Métropole le 1er janvier 2017 sur l'ensemble de son territoire,. |
| Métropole Rouen Normandie          | Rouen            | 1er janvier 2015                 | 2 700 km, dont 740 km d'anciennes départementales (depuis janvier 2017) | |
| Saint-Étienne Métropole            | Saint-Étienne    | 1er janvier 2018                 | 568 km                                                                  | Les routes départementales gérées situées sur le territoire métropolitain ont été transférées quasi-intégralement à la métropole le 1er juillet 2020,. Les cartouches et bornes ont été changés en octobre et novembre 2021. |
| Eurométropole de Strasbourg        | Strasbourg       | 1er janvier 2015                 | NC                                                                      | 223 km de routes départementales ont été transférées à l'Eurométropole de Strasbourg le 1er janvier 2017, ainsi que la portion de l'autoroute A35 traversant la métropole, devenue M35. |
| Toulon Provence Méditerranée       | Toulon           | 1er janvier 2018                 | NC                                                                      | |
| Toulouse Métropole                 | Toulouse         | 1er janvier 2015 et janvier 2017 | 3 300 km, dont 500 km d'anciennes départementales (depuis janvier 2017) | |
| Tours Métropole Val de Loire       | Tours            | 20 mars 2017                     | 1 800 km, dont 286 km d'anciennes départementales                       | Les routes départementales et communales situées sur le périmètre de Tours Métropole ont été transférées le 1er janvier 2018. Le linéaire transféré à la métropole comprend aussi 24 km de la véloroute La Loire à Vélo. |

## Sécurité
En 2023, les routes sur le territoire des métropoles comptent 18 571 accidents corporels.
Les réseaux routiers des métropoles comptent 36% des accidents nationaux.